# Mahameghavahana
La dinastia Mahameghavahana  (Odisha o oriya: ମହାମେଘବାହନ; Mahā-Mēgha-Bāhana, vers 250 aC a segle V dC) fou una dinastia governant a Kalinga (modern estat d'Odisha o Orissa) després de la decadència de l'Imperi Maurya. El tercer governant de la dinastia, Kharavela, és conegut per la seva inscripció a Hathigumpha. La dinastia fou tolerant en materia religiosa. Kharavela va ser patró del jainisme. La dinastia va tenir lligams religiosos amb Sinhala, en relació al budisme.